# Sandhedstabel
En sandhedstabel er en tabel, som bruges for at overskueliggøre visse logiske konnektiver, eller eventuelt komprimere et kompliceret udtryk til et mere kompakt ækvivalent udtryk. Et udtryk indenfor matematisk logik kan være enten sandt eller falsk. I en sandhedstabel kan mulighederne sand og falsk markeres med f.eks. et ettal og et nul. 
| Sandhedstabel der illustrerer en af De Morgans love |                   |                           |                                  |                        |                        |                                   |
| {\displaystyle X}                                   | {\displaystyle Y} | {\displaystyle X\wedge Y} | {\displaystyle \neg (X\wedge Y)} | {\displaystyle \neg X} | {\displaystyle \neg Y} | {\displaystyle \neg X\vee \neg Y} |
| 1                                                   | 1                 | 1                         | 0                                | 0                      | 0                      | 0                                 |
| 1                                                   | 0                 | 0                         | 1                                | 0                      | 1                      | 1                                 |
| 0                                                   | 1                 | 0                         | 1                                | 1                      | 0                      | 1                                 |
| 0                                                   | 0                 | 0                         | 1                                | 1                      | 1                      | 1                                 |

To udsangsformer siges at være logisk ækvivalente dersom de har samme sandhedstabel. Ovenstående sandhedstablen illustrer således at {\displaystyle \neg (A\wedge B)} er logisk ækvivalent med {\displaystyle \neg A\vee \neg B}. Dette er en af de såkaldte De Morgans love.
En tautologi er en udsagnsform, hvor der står sand hele vejen ned gennem udsagnformens sandhedstabel. Tilsvarende er en kontradiktion en udsagnsform, hvor der står falsk hele vejen ned gennem sandhedstabellen.
| Matematik | Spire Denne artikel om matematik er en spire som bør udbygges. Du er velkommen til at hjælpe Wikipedia ved at udvide den. |

| filosofi | Spire Denne filosofiartikel er en spire som bør udbygges. Du er velkommen til at hjælpe Wikipedia ved at udvide den. |